# Okręg wyborczy Coventry North East
Okręg wyborczy Coventry North East powstał w 1974 r. i wysyła do brytyjskiej Izby Gmin jednego deputowanego. Okręg obejmuje dzielnice miasta Coventry - Stoke, Walsgrave-on-Sowe, Wyken, Longford oraz Foleshil.

## Deputowani do brytyjskiej Izby Gmin z okręgu Coventry North East
- 1974–1987: Georg Park, Partia Pracy
- 1987–1992: John Hughes, Partia Pracy
- 1992– : Bob Ainsworth, Partia Pracy